# Писарёвка (Фроловский район)
Писарёвка, ранее также Верхняя Писарёвка — хутор во Фроловском районе Волгоградской области России. Административный центр Писарёвского сельского поселения

## География
Хутор расположен в 28 км юго-восточнее Фролово на реке Ширяй (приток Иловли).

## Инфраструктура
В хуторе находятся школа, медучреждение, магазины, маслобойня. Хутор газифицирован и электрифицирован, есть водопровод, центральное отопление. Дороги асфальтированные.
В окрестностях хутора есть пруды и озера.
Много мест для рыбалки и охоты.
Успешно действует КФХ «Мир», одно из крупных фермерских хозяйств в области.